# Bengt Lundsten
Bengt Harald Lundsten (Turku, 26 februari 1928), is een Finse architect.
Lundsten studeerde in 1954 af aan de Technische Universiteit van Helsinki. Hij werkte van 1952 tot 1959 bij het architectenbureau van Viljo Revell en was vervolgens van 1959 tot 1961 mede-eigenaar van zijn bureau in Toronto, Canada. In 1962 begon hij zijn eigen architectenbureau in Helsinki, waarbij met name zijn constructivistische bouwstijl kenmerkend was. Hij was daar van 1969-1994 tevens hoogleraar bouwkunde aan de Technische Universiteit. Hij deed onder meer onderzoek naar ecologische bouwmaterialen.

## Werken (selectie)

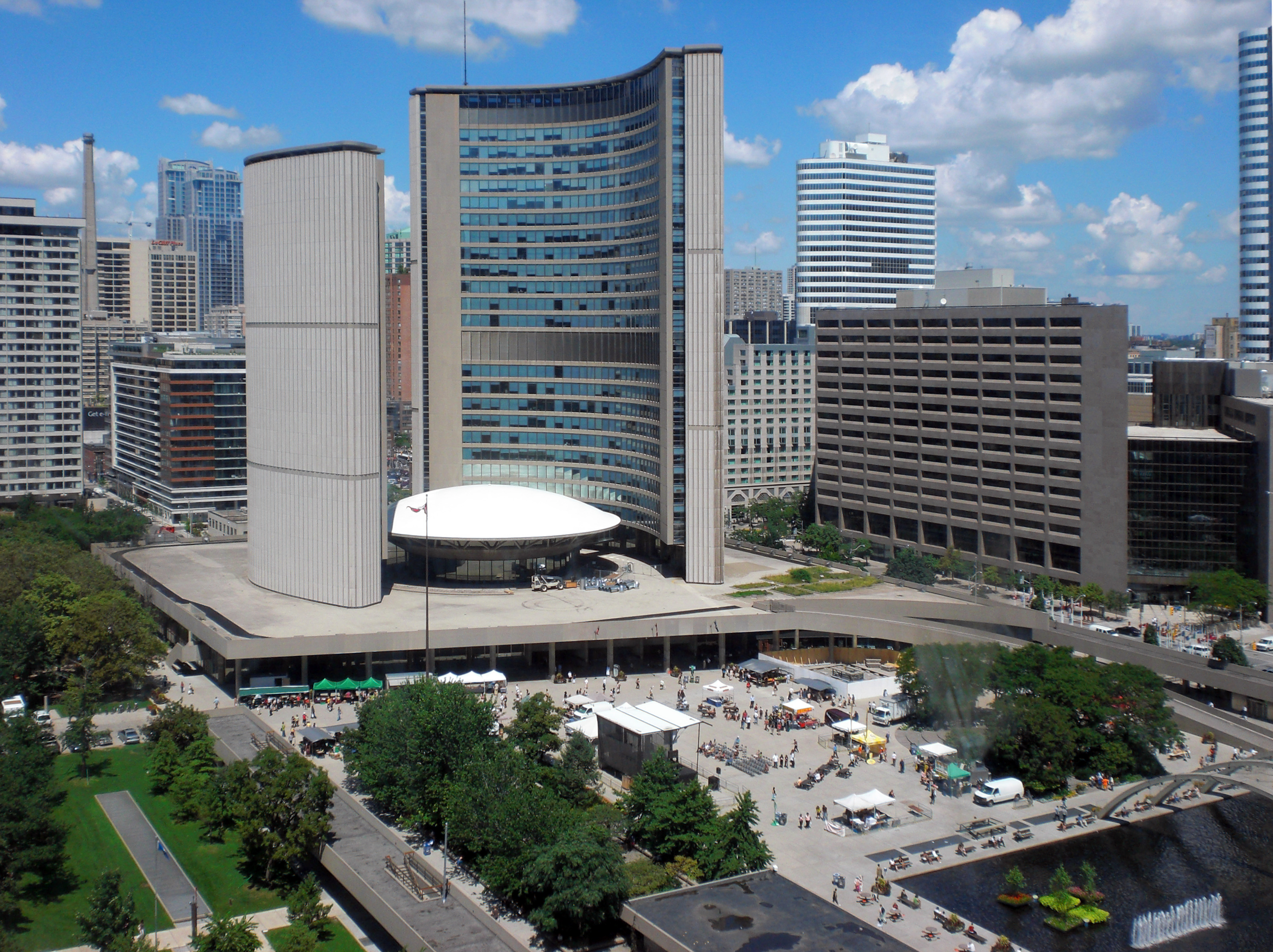
stadhuis Toronto

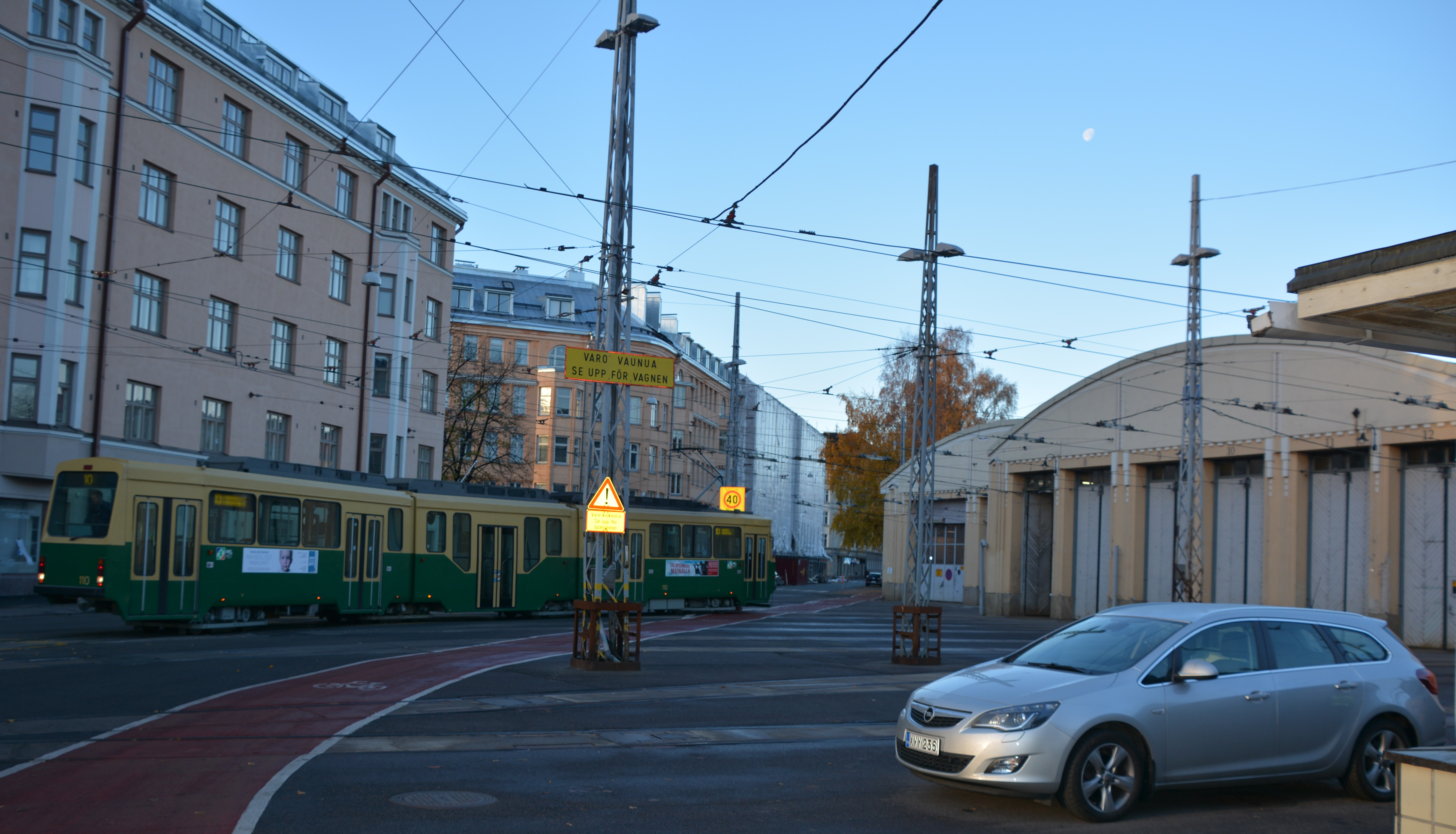
tramremise van Taka-Töölö (Helsinki)

- mede-ontwerp stadhuis Toronto (1961)
- Kvastekulla griftegård, een begraafplaats met kapel in het Zweedse Partille (1956-1963)
- De markante passagiersterminal in de veerhaven Långnäs op Åland (1965): een glazen doos, opgehangen aan staalkabels in een stalen frame (inmiddels afgebroken)
- Van 2003-2004 was hij verantwoordelijk voor de restauratie en verbouwing van de tramremise van Taka-Töölö (Helsinki) tot tram- en verkeersmuseum, de restauratie van kasteel Mauritzberg in Norrköping (Zweden) en het archipelcentrum in het dorp Korpoström (op het Finse eiland Korpo).

- International Standard Name Identifier: 0000 0000 6834 058X
- Virtual International Authority File: 96583672